# 7081 Лудібунда
7081 Лудібунда (7081 Ludibunda) — астероїд головного поясу, відкритий 30 серпня 1987 року.
Тіссеранів параметр щодо Юпітера — 3,296.